# Радзивилл, Доминик Николай
Доминик Николай Радзивилл (бел. Дамінік Мікалай Радзівіл, пол. Dominik Mikołaj Radziwiłł; 1643 — 27 июля 1697) — государственный деятель Речи Посполитой. Подскарбий надворный литовский в 1677—1681 годах, подканцлер литовский 1681—1690 годах, канцлер великий литовский с 1690 года, маршалок Трибунала литовского в 1685 году. Староста лидский, волковысский, вербиловский, пинский, тухольский, радомский и гневский. С 1690 года ординат клецкий. Основатель младшей (клецкой) линии рода Радзивиллов.

## Биография
Представитель богатейшего магнатского рода Радзивиллов, сын маршалка великого литовского Александра Людвика Радзивилла от третьего брака с Лукрецией Марией Строцци.
Учился в Италии. Принимал участие в битве с турками под Хотином в 1673 году и в войне 1683 года. Был послом на сеймы Речи Посполитой в 1669 году (принимал участие в избрании на трон Махаила Вишневецкого), 1674 (поддержал избрание Яна III Собеского), 1676 и 1681 годах.
В 1690 году после смерти своего бездетного родственника, маршалка великого литовского, князя Станислава Казимира Радзивилла (1648—1690), Доминик Николай Радзивилл унаследовал Клецкую ординацию.

## Семья
Был дважды женат. От брака с Анной Марианной Полубинской имел четырёх дочерей и четырех сыновей, от второго брака с Анной Кристиной Любомирской (Сапега по первому браку) детей не имел.
Дети:
- Лукреция Катерина (1 муж — Николай Викторин Грудзинский, 2 — Фредерик Юзеф Денгоф) (ум. 1716)
- Аделаида Цецилия (муж — Войтех Дембский)
- Ян Николай (1681—1729), кравчий великий литовский, воевода новогрудский
- София (муж — барон Готтхард Фридрих фон Кнабенау, 1679 — ?))
- Феликс (умер в детском возрасте);
- Михал Антоний (1687—1721), кравчий великий литовский
- Марианна (умерла в детском возрасте)
- Николай Фаустин (1688—1746), мечник великий литовский, воевода новогрудский